# Louis-Napoléon Audet
Pour les articles homonymes, voir Audet.
Louis-Napoléon Audet, né le 14 août 1881 à Lambton et mort le 10 novembre 1971 à Sherbrooke, est un architecte québécois. Il a principalement œuvré dans la région de l'Estrie, notamment sur plusieurs projets d'églises.

## Biographie

### Formation
Il étudie au collège de Lévis de 1897 à 1899, avant d'être élève architecte auprès de Jean-Baptiste Verret et de Joseph Wilfrid Grégoire à Sherbrooke. Il a été élu membre de l'association des architectes de la province de Québec le 12 février 1907.

### Carrière
En 1907, il s'associe avec Joseph Wilfrid Grégoire et créer le bureau d'architecte Grégoire & Audet. Cette association s'arrêtera après trois ans en 1910.
Après avoir travaillé quelques années seul, il s'associe avec l'architecte montréalais René Charbonneau de 1914 à 1921.
Il poursuivra son travail seul jusqu'en 1942, lorsqu'il s'associe avec son fils Jean-Paul-Audet et Denis Tremblay pour former Audet, Tremblay & Audet.
En 1937, il devient agrégé de l'Institut royal d'architecture du Canada et vice-président de cet institut en 1952. En 1948, il nommé à la tête de l'association des architectes de la province de Québec. Il reçut en 1951 la médaille de l’Association des architectes paysagistes du Québec, de chevalier de l’Ordre Latin du Mérite Diocésain, tout en étant président de la chambre de Commerce de Sherbrooke. Le 28 septembre 1957, le jour de la bénédiction de la cathédrale Saint-Michel de Sherbrooke qu'il a conçu, il fut nommé commandeur de l’ordre de Saint-Sylvestre. Il se retire du métier à l'âge de 88 ans.

## Honneurs
En 1987, la ville de Sherbrooke attribue son nom à la rue Louis-N.-Audet. En 2009, la ville de Sherbrooke organise un concours d'architecture dont le prix du jury porte le nom de Louis-N. Audet.

## Œuvres

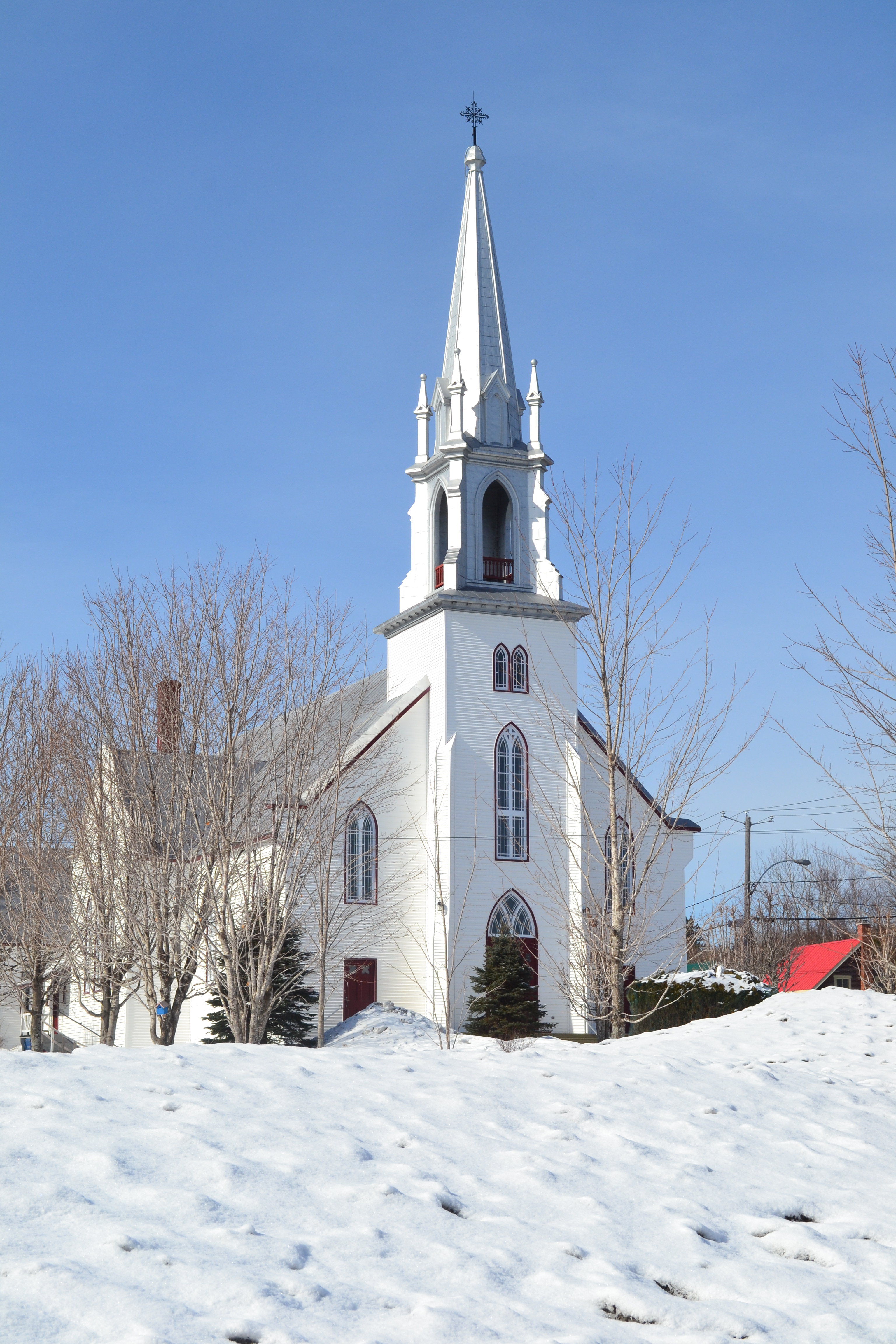
Église de Saint-Zénon de Piopolis

- Église de Saint-Zénon de PiopolisÉglise de Saint-François-Xavier-de-Brompton, 1907-1908[5]
- Église de Saint-Zénon de Piopolis, 1908-1909[6]
- Presbytère de Saint-Louis-de-France d'East Angus, 1907[7]
- Église de Sainte-Catherine-de-Hatley, 1908-1909[8]
- Soubassement de l'église Immaculée-Conception de Sherbrooke, 1910
- Église Saint-Patrick de Sherbrooke, 1910[9]
- Église de Saint-Adrien, 1911-1912[10]
- Église Saint-Jean-l'Évangéliste de Coaticook, 1911 (incendiée en 1949)[3]
- Église Sainte-Agnès de Lac-Mégantic,1911-1913[11]
- Académie Sainte-Marie de Sherbrooke, 1912-1913[12]
- Église de Saint-Julien, 1912[13]
- Agrandissement de l'église de Saint-Georges-de-Windsor, 1914
- Église Sainte-Suzanne de Stanhope, 1914
- Soubassement de la basilique-cathédrale Saint-Michel de Sherbrooke, 1914[14]
- Reconstruction de l'église du Sacré-Cœur de Stanstead, 1916-1917[15]
- Ancien presbytère de Saint-Edmond-de-Grantham, 1917-1918[16]
- Archevêché de Sherbrooke, 1917-1919[17]
- Église de Saint-Edmond-de-Grantham, 1917-1918[18]
- Église Saint-Joseph-de-Ham-Sud, 1917-1919 (démolie en 2014)[19]
- Maison Charles-B.-Howard de Sherbrooke, 1917-1920
- Reconstruction du clocher de l'église Saint-Patrice de Magog, 1918
- Église de l'Assomption-de-la-Bienheureuse-Vierge-Marie de Waterville, 1919-1920[20]
- Église de Sainte-Anne-des-Monts, 1919-1925[21]
- Église de St. Augustine de Canterbury de Montréal, 1919[22]
- 2015, rue Drummond de Montréal, 1920[23]
- Chapelle de l'Archevêché de Sherbrooke, 1920[24]
- Synagogue de Sherbrooke, 1920-1921[25]
- Église Saint-Aimé d'Asbestos, 1921 (démolie en 1967)[3]
- Église de Saint-Louis-de-France d'East Angus, 1921-1923[26]
- Maison Benjamin-C.-Howard de Sherbrooke, 1921-1923[27]
- 25-27½, rue Saint-Flavien de Québec, 1922[28]
- Agrandissement du collège de Lévis, 1922-1924[3]
- Église de Saint-Frédéric de Drummondville, 1922-1923[29]
- Église Sainte-Thérèse-d'Avila de Sherbrooke, 1922[3]

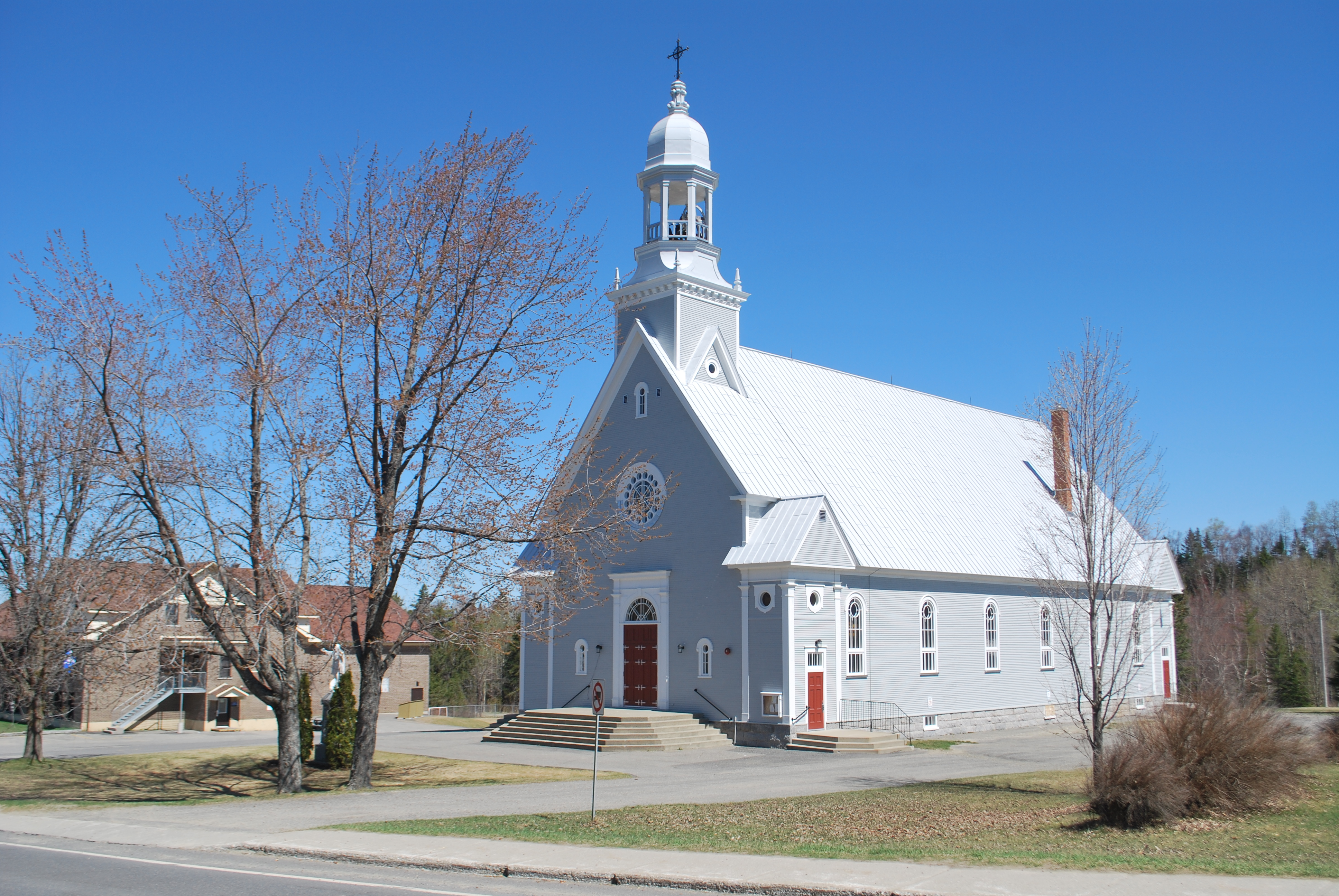
Église de Saint-Augustin-de-Woburn

- Église de Saint-Augustin-de-WoburnÉglise de Saint-Augustin-de-Woburn, 1923[30]
- Intérieur de l'église de Saint-Roch de Québec, 1923
- Presbytère de Saint-Joseph-d'Ély de Valcourt, 1923[31]
- Basilique Sainte-Anne-de-Beaupré, 1923-1968[32] Basilique Sainte-Anne-de-Beaupré

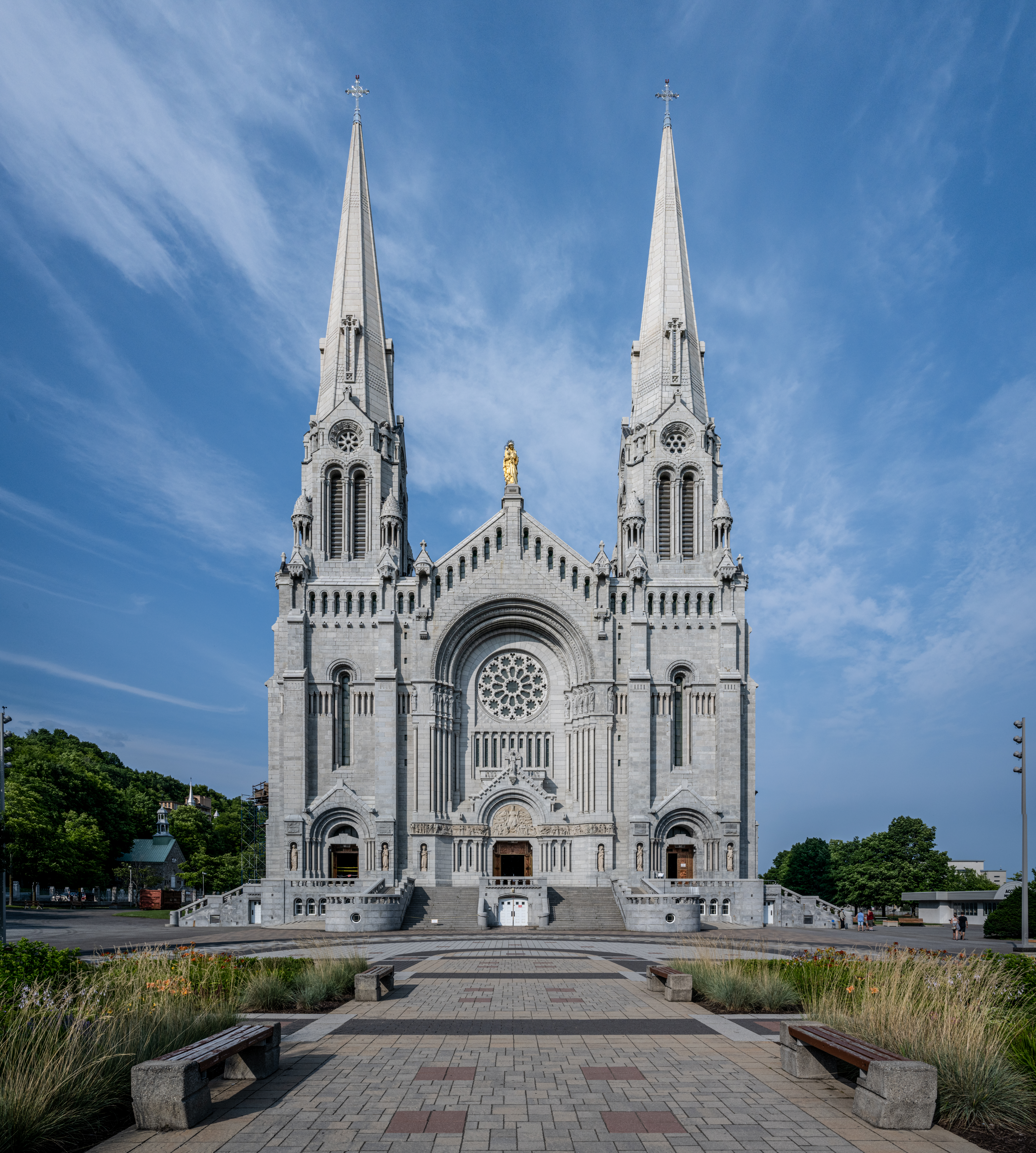
Basilique Sainte-Anne-de-Beaupré

- Église Sainte-Luce de Disraeli, 1924-1926[33]
- Église de Sainte-Christine, 1926-1927[34]
- Serres municipales Carl-Camirand de Sherbrooke, 1926[35]
- Église de Sainte-Anne-de-Restigouche de Listuguj, 1927 (incendiée en 2021)[36]
- Séminaire Saint-Joseph de Trois-Rivières, 1927-1929[37]
- Agrandissement de l'académie Sainte-Marie de Sherbrooke, 1928-1929[12]
- Agrandissement et chapelle du couvent des Filles de la Charité du Sacré-Coeur-de-Jésus de Sherbrooke, 1928-1930[38],[39]
- Église de Saint-Alphonse-d'Youville de Montréal, 1929-1931[40]
- Chapelle du couvent des sœurs de la Sainte-Famille de Sherbrooke, 1930[41]
- Couvent des sœurs servantes du Très-Saint-Sacrement de Québec, 1930[42]

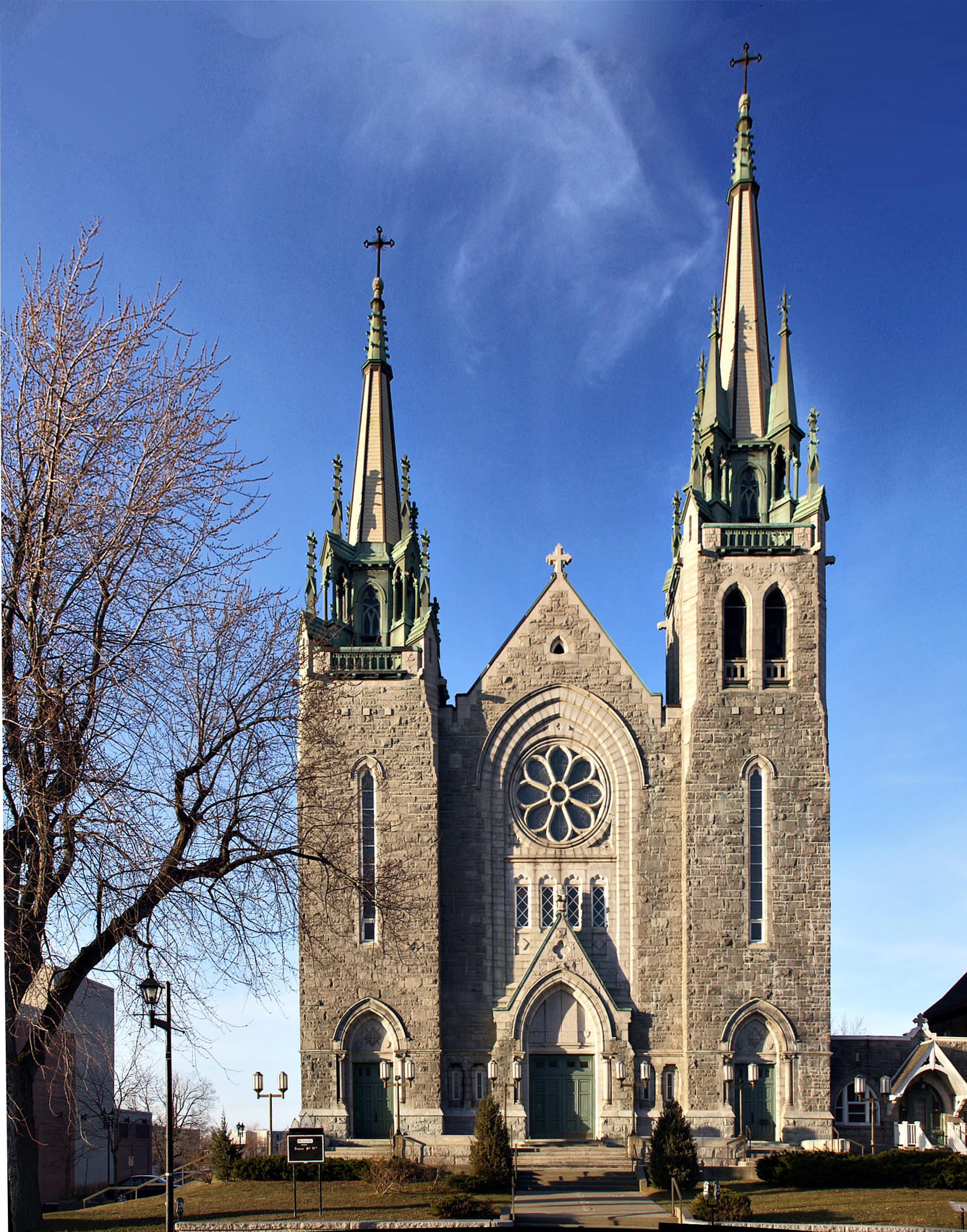
Église Sainte-Famille de Granby

- Église Sainte-Famille de GranbyÉglise Sainte-Famille de Granby, 1930-1931[43]
- Église Saint-Jean-Baptiste de Dalhousie, 1931[3]
- Agrandissement de l'école Saint-Jean-Baptiste de Sherbrooke, 1933[44]
- Cathédrale de Sainte-Cécile de Salaberry-de-Valleyfield, 1934-1935[45]
- Académie Sacré-Cœur de Sherbrooke, 1935[46]
- Église de l'Immaculée-Conception-de-Bellerive de Salaberry-de-Valleyfield, 1936-1937[47]
- Église de Sainte-Brigitte de Maria, 1937[48]
- Cathédrale Notre-Dame-de-l'Assomption de Moncton, 1939[3]
- Chapelle du Grand Séminaire de Sherbrooke, 1939[3]
- Agrandissement de l'Hôtel-Dieu de Sherbrooke, 1939-1943[3]
- Modifications majeures de l'église Saint-Simon-et-Saint-Jude de Grande-Anse, 1946[3]
- Modifications majeures de l'église Saint-Bernard de Néguac, 1946[3]
- Agrandissement de la cathédrale Sacré-Cœur de Bathurst, 1949
- Chapelle de la maison-mère de la Congrégation de Notre-Dame à Westmount, 1950
- Chapelle conventuelle Marie-Reine-des-Cœurs à Drumondville, 1953[49]
- Église Saint-Antoine-de-Padoue de Lennoxville, 1953[50]
- Chapelle du couvent des sœurs servantes du Très-Saint-Sacrement de Sherbrooke, 1955[51]

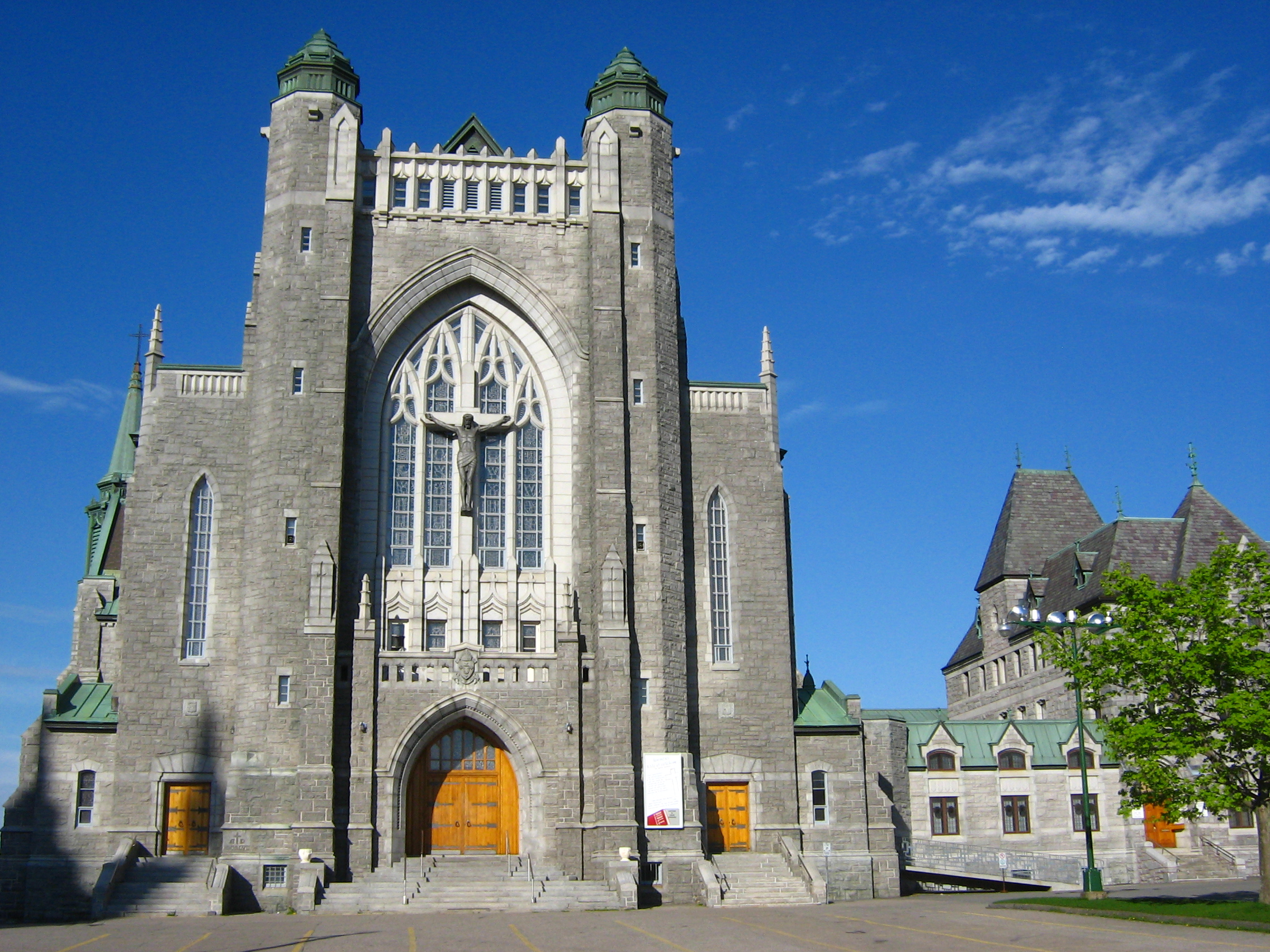
Basilique-cathédrale Saint-Michel de Sherbrooke

- Basilique-cathédrale Saint-Michel de SherbrookeBasilique-cathédrale Saint-Michel de Sherbrooke, 1956-1957[14]
- Couvent des sœurs de la Congrégation de Notre-Dame à Pointe-Claire, 1962
- Église de Sainte-Famille de Sherbrooke, 1963-1964[52]

Le fonds d’archives de Louis-Napoléon Audet est conservé au centre d’archives de Québec de Bibliothèque et Archives nationales du Québec.